# Monuments nationaux de Jajce
Cet article recense les monuments nationaux situés sur le territoire de la municipalité de Jajce en Bosnie-Herzégovine et dans la fédération de Bosnie-et-Herzégovine. La liste établie par la Commission pour la protection des monuments nationaux compte 27 monuments nationaux inscrits sur la liste principale et 3 monuments inscrits sur une liste provisoire.

## Monuments nationaux
| Monument                                            | Localité   | Géolocalisation | Datation                        | Commentaire éventuel                                                                             | Photo |
| --------------------------------------------------- | ---------- | --------------- | ------------------------------- | ------------------------------------------------------------------------------------------------ | ----- |
| Remparts et bastions de la forteresse de Jajce      | Jajce      |                 | Périodes diverses               | Site historique                                                                                  |       |
| Maison Burić                                        | Jajce      |                 | Seconde moitié du XVIIIe siècle | Site et vestiges                                                                                 |       |
| Église de la Mère-de-Dieu de Jajce                  | Jajce      |                 | 1930-1935                       | Église orthodoxe serbe ; Site et vestiges ; avec ses biens mobiliers (5 icônes)                  |       |
| Église Saint-Jean de Podmilačje                     | Podmilačje |                 | XVe siècle                      | Église catholique                                                                                |       |
| Église Sainte-Marie et clocher de Saint-Luc à Jajce | Jajce      |                 | XVe siècle ?                    | Transformée en mosquée en 1528                                                                   |       |
| Mosquée Dizdar (Mosquée des femmes)                 | Jajce      |                 | 1812-1813                       |                                                                                                  |       |
| Maison de l'AVNOJ à Jajce                           | Jajce      |                 | 1932-1934 ; musée en 1953       | Conseil antifasciste de libération nationale de Yougoslavie (AVNOJ) ; musée avec ses collections |       |
| Mosquée de la sultane Esma (Čaršijska džamija)      | Jajce      |                 | 1749-1750                       | Site et vestiges ; ensemble architectural et cimetière ; dans la čaršija de Jajce                |       |
| Tombe du roi à Zastinje                             | Zastinje   |                 | XVe siècle                      |                                                                                                  |       |
| Centre historique de Jajce                          | Jajce      |                 |                                 |                                                                                                  |       |
| Catacombes de Jajce                                 | Jajce      |                 | ?                               |                                                                                                  |       |
| Maison Kršlak Kapetanović                           | Jajce      |                 | Fin du XVIIIe siècle            |                                                                                                  |       |
| Vieille maison Kršlak                               | Jajce      |                 | Fin du XVIIIe siècle            | Abrite une galerie d'art, rue Džikovac                                                           |       |
| Mithraeum de Jajce                                  | Jajce      |                 | Début du IVe siècle             |                                                                                                  |       |
| Musafirhana de Jajce                                | Jajce      |                 | ?                               | Site                                                                                             |       |
| Nécropole de Vinac                                  | Vinac      |                 | Moyen Âge                       | Avec 38 stećci                                                                                   |       |
| Maison d'Omer Bey                                   | Jajce      |                 | Seconde moitié du XVIIe siècle  |                                                                                                  |       |
| Locomotive à vapeur                                 | Jajce      |                 | 1920                            | Dans le Musée de l'AVNOJ                                                                         |       |
| Lac de Pliva et ensemble de moulins                 |            |                 | ?                               | Sur la rivière Pliva                                                                             |       |
| Cimetière de Hrast                                  | Jajce      |                 | À partir de 1719                | Cimetière catholique                                                                             |       |
| Maison Sarač                                        | Jajce      |                 | 1899                            |                                                                                                  |       |
| Mosquée de Sinan Bey (Okića džamija)                | Jajce      |                 | ?                               |                                                                                                  |       |
| Fontaine Hafizadić (Vieille fontaine)               | Jajce      |                 | 1845-1846                       |                                                                                                  |       |
| Forteresse de Komotin                               | Cvitović   |                 | Début du XIVe siècle            |                                                                                                  |       |
| Forteresse de Vinac                                 | Vinac      |                 | XVe siècle                      |                                                                                                  |       |
| Forteresse de Jajce                                 | Jajce      |                 | Périodes diverses               | Ensemble architectural                                                                           |       |
| Bâtiment situé 11 rue Varoš à Jajce                 | Jajce      |                 |                                 | ?                                                                                                |       |

## Liste provisoire
| Monument                                             | Localité | Géolocalisation | Datation | Commentaire éventuel | Photo |
| ---------------------------------------------------- | -------- | --------------- | -------- | -------------------- | ----- |
| Couvent franciscain de Jajce avec l'église Saint-Luc | Jajce    |                 |          |                      |       |
| Mosquée d'Ibrahim-bey                                | Jajce    |                 |          |                      |       |
| Mosquée Šamića                                       | Jajce    |                 |          |                      |       |